# 法令適用事前確認手続
法令適用事前確認手続（ほうれいてきようじぜんかくにんてつづき）とは、特定の行為が法令に抵触するかどうかを確認するために、事前に関連する政府機関などの公的機関による確認を行う手続をいう。通常、特定の行為が法令に抵触する場合には、その法令を所管する機関が対処を行うことが通例であるため、法令に抵触しないと当該機関が考える場合には、その行為に対して特定の対処を行わない、ことを言明することになる。この点から、本制度についてノーアクションレターまたはノーアクションレター制度とも呼ばれる。

## 日本における制度
日本においては、2000年12月の閣議決定に基づき検討が進められ、2001年3月27日に「行政機関による法令適用事前確認手続の導入について」が閣議決定された。これを受けて、各省庁において、当該法令適用事前確認制度を実施するための準備が行われ、それぞれ導入されている。背景には、経済環境における不況と、経済活動においてより迅速さが求められていることを前提とし、民間企業の事業活動を効率的にかつ公平に促進することで経済を活性化させる意図があった。広い意味では、パブリックコメント制度などと並んで、行政機関による規制緩和の一環として捉えられることがあり、それ以前から見られた通達・行政指導などの方法による行政手法を一部置き換えるものとなっている。
当初は、制定当時の時代背景・経済環境を受け、IT・金融等新規産業や新商品・サービスの創出が活発に行われる分野にかかる法令に対象法令が限定されていたが、2004年の閣議決定改正により広く民間企業等の事業活動に係る法令に拡大された。
細則は所管する政府機関によって、それぞれ個別に制定されているが、一般に、将来実際に行うことを予定している行為について、確認したい法令を具体的に指摘した上で、その解釈についての申請者の理解を示し、それについての確認を求めることとなる。また、照会事項および回答について原則公開されるものとされている。
回答については、当該機関のその時点における判断を示すものとして捉えられ、捜査機関の判断や、それが実際に裁判として争われた場合の司法機関の判断を拘束するものではない、と考えられている。
同様の制度を地方公共団体が有している例がある。また、金融庁では、法令適用事前確認手続を補完するものとして、所管する法令についての一般的な解釈に関する書面照会手続を設けている。